# Деларам (Марказі)
Деларам (перс. دلارام) — село в Ірані, у дегестані Базарджан, у Центральному бахші, шагрестані Тафреш остану Марказі. За даними перепису 2006 року, його населення становило 68 осіб, що проживали у складі 30 сімей.

## Клімат
Середня річна температура становить 9,94 °C, середня максимальна – 28,18 °C, а середня мінімальна – -11,03 °C. Середня річна кількість опадів – 237 мм.
| Клімат поселення                              | Клімат поселення | Клімат поселення | Клімат поселення | Клімат поселення | Клімат поселення | Клімат поселення | Клімат поселення | Клімат поселення | Клімат поселення | Клімат поселення | Клімат поселення | Клімат поселення | Клімат поселення |
| Показник                                      | Січ.             | Лют.             | Бер.             | Квіт.            | Трав.            | Черв.            | Лип.             | Серп.            | Вер.             | Жовт.            | Лист.            | Груд.            |                  |
| Середній максимум, °C                         | 3,88             | 5,48             | 8,98             | 15,89            | 21,09            | 26,69            | 28,18            | 27,92            | 23,34            | 17,07            | 10,66            | 5,13             |                  |
| Середня температура, °C                       | −3,57            | −1,97            | 1,54             | 8,45             | 13,63            | 19,24            | 23,13            | 22,86            | 18,29            | 12,02            | 5,60             | 0,08             |                  |
| Середній мінімум, °C                          | −11,03           | −9,43            | −5,93            | 0,99             | 6,18             | 11,78            | 18,08            | 17,82            | 13,24            | 6,98             | 0,57             | −4,96            |                  |
| Норма опадів, мм                              | 31               | 33               | 46               | 35               | 30               | 4                | 2                | 1                | 0                | 8                | 19               | 28               |                  |
| Середньомісячна швидкість вітру, м/с          | 1.22             | 2.16             | 2.75             | 2.73             | 2.36             | 2.21             | 2.08             | 2.03             | 1.96             | 1.89             | 1.71             | 1.20             |                  |
| Середньомісячна сонячна радіація, кДж/м²·день | 9249             | 12148            | 14795            | 18276            | 22235            | 26713            | 26019            | 24004            | 20907            | 15423            | 11025            | 9020             |                  |
| --------------------------------------------- | ---------------- | ---------------- | ---------------- | ---------------- | ---------------- | ---------------- | ---------------- | ---------------- | ---------------- | ---------------- | ---------------- | ---------------- | ---------------- |
| Джерело:                                      |                  |                  |                  |                  |                  |                  |                  |                  |                  |                  |                  |                  |                  |